# A.C. Milan w roku 1945

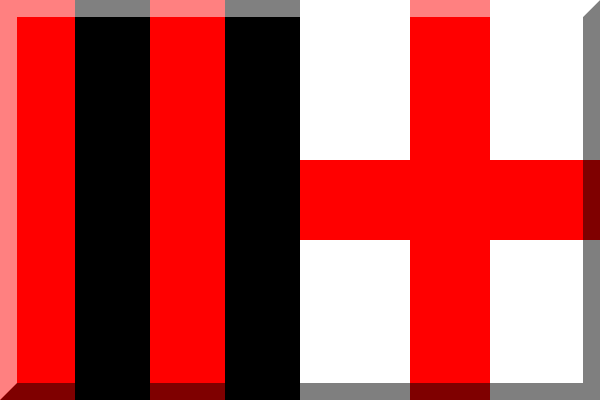
Klubowe barwy Milanu

Osiągnięcia piłkarskiego zespołu A.C. Milan w roku 1945.

## Osiągnięcia
- Brak startów w oficjalnych rozgrywkach, Milan wystartował i zajął 6. miejsce w Torneo Benefico Lombardo

## Podstawowe dane
- Oficjalna nazwa klubu: Associazione Calcio Milano; Associazione Calcio Milan (od 14 czerwca 1945)
- Siedziba klubu: Via del Lauro 4
- Boisko: Arena Civica; San Siro
- Prezes klubu:  Antonio Busini III;  Umberto Trabattoni (od kwietnia 1945)
- Trener zespołu:  Giuseppe Santagostino
- Kapitan drużyny:  Paolo Todeschini